# Iê-iê-iê
Iê-iê-iê foi usado como denominação do rock'n'roll brasileiro da década de 1960. O termo surgiu a partir da expressão yeah, yeah, yeah, presente em algumas canções dos Beatles, como She Loves You, por exemplo, o mesmo aconteceu em Portugal onde o rock era chamado de ié-ié (ou grafias similares como ye-ye), e na França onde o pop rock local surgido em meados dos anos 50 recebeu o nome de Yé-yé.
O diferencial do iê-iê-iê para a MPB tradicional era que nos acompanhamentos das canções havia sempre as guitarras elétricas substituindo o violão. Depois seria introduzido o órgão eletrônico, no lugar do piano. O rock começou a dominar o iê-iê-iê a partir dos grupos que se apresentavam no programa Jovem Guarda.

## Anos 60, a Jovem Guarda

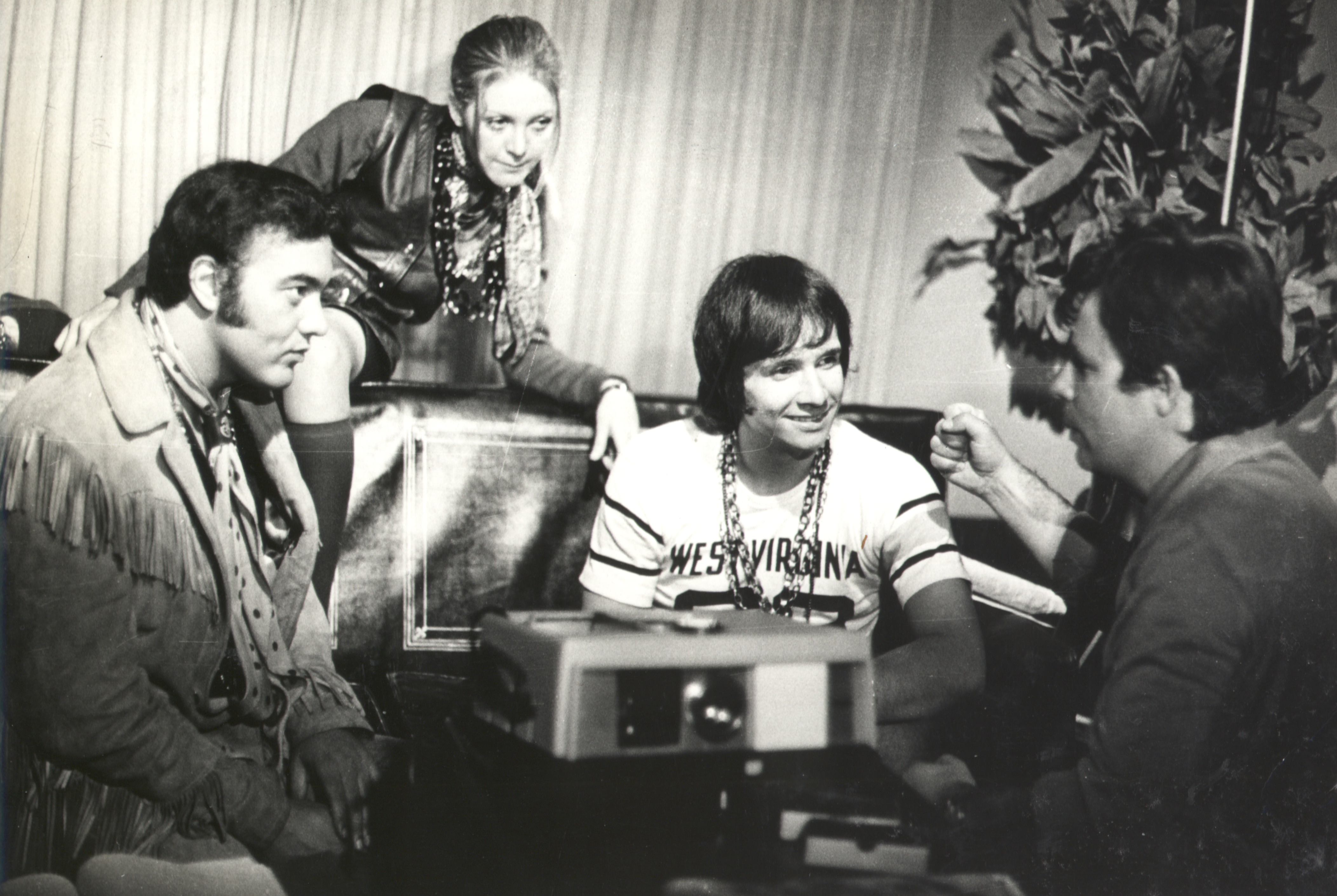
Roberto Carlos, Erasmo Carlos e Wanderléa, cantores e apresentadores do programa Jovem Guarda.

O programa Jovem Guarda se tornou muito popular, exibido na TV Record, nos anos de 1965 a 1968. Os apresentadores eram o então principiante, mas já famoso Roberto Carlos, o "Brasa" e depois "Rei da Jovem Guarda", Erasmo Carlos, o "Tremendão", e Wanderléa, a "Ternurinha". O elenco do programa era composto pelas bandas de rock brasileiras, como Renato e Seus Blue Caps, Golden Boys, Os Vips, Trio Esperança, Pholhas, The Fevers, The Jordans, Os Incríveis, The Jet Blacks, The Brazilian Beatles, e cantores como Martinha, Jerry Adriani, Leno e Lílian, Vanusa, Dick Danello, Waldirene,  Enza Flori, Wanderley Cardoso, Demétrius, Ronnie Von, Deny e Dino entre muitos outros.
Durante muito tempo, o programa foi o líder de audiência das "jovens tardes de domingo", como diz a letra da canção Jovens Tardes de Domingo, de Roberto Carlos. Mas, a partir do fim de 1967, a audiência começou a cair, provavelmente por superexposição dos artistas, que compareciam a todos os programas para ganhar um salário maior. A disseminação do rock levou a que os artistas que se apresentavam no programa fossem depreciados, acusados de alienados e americanizados, por uma parte do público que preferia as canções dos festivais e depois a Tropicália. Entre os artistas não havia problemas, Roberto Carlos e Caetano Veloso cantavam as músicas um dos outro e Elis Regina gravou Erasmo Carlos. Mas isso não foi suficiente para evitar o fim do programa.
No dia 17 de janeiro de 1968, Roberto Carlos abandonou o comando do programa, deixando a apresentação para Erasmo Carlos e Wanderléa. O cantor, além de ter percebido que o fim estava próximo, estava numa transição, saindo do rock para a black music (soul/funk). Algumas semanas depois, o programa Jovem Guarda foi exibido pela última vez.

## Tropicália
Muitos membros da Tropicália usaram do Iê-iê-iê em suas composições. Entretanto, membros mais nacionalistas do movimento se opuseram ao Iê-iê-iê, argumentando que a música não deveria ser mercadoria e que a música brasileira não deveria ser entregue a indústria musical estadunidense. Um dos exemplos do uso do Iê-iê-iê na Tropicália são as músicas Alegria, Alegria e É Proibido Proibir.